# Bernardo Calderón Cabrera
Bernardo Calderón Cabrera (* 16. Oktober 1922 in Mexiko-Stadt; † 21. Dezember 2003 ebenda) war ein mexikanischer Architekt.

## Biografie
Calderón studierte von 1940 bis 1945 an der Escuela Nacional de Arquitectura (ENA) der Universidad Nacional Autónoma de México (UNAM), wo er im Anschluss auch von 1947 bis Mai 2003 dozierte. 1980 erhielt er seinen M.Arch.-Titel.
Als Architekt arbeitete er nunächst mit Manuel Ortiz Monasterio zusammen, später mit seinem Bruder José Luis Calderón Cabrera. Zu seinen Arbeiten zählen Entwürfe bekannter Bauten, unter anderem der Sitz der ENA in der Universitätsstadt der UNAM sowie die Restaurierungen von größeren Kirchenbauten in Mexiko-Stadt.